# Ugyen Tshering

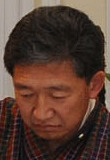
Ugyen Tshering

Lyonpo Ugyen Tshering (bhutanisch ཨོ་རྒྱན་ཚེ་རིང, * 8. August 1954 in Thimphu; † 29. Januar 2024) war ein Politiker aus Bhutan.

## Biografie
Tshering stieg innerhalb der Regierungszeit von Druk Gyalpo (Drachenkönig) Jigme Singye Wangchuck zum Minister für Arbeit und Humankapital (Human Resources) der Königlichen Regierung auf und wurde für seine Verdienste 1998 mit dem Ehrentitel Dasho und 2003 mit dem Titel Lyonpo ausgezeichnet. Mitte 2007 trat er zusammen mit sechs weiteren Regierungsmitgliedern als Minister zurück, um nach der Demokratisierung unter König Jigme Singye Wangchuck Nachfolger Jigme Khesar Namgyel Wangchuck in die Politik zugehen.
Nach den Wahlen wurde er am 9. April 2008 von Premierminister Jigme Thinley zum Außenminister in dessen Kabinett berufen.
2013 folgte ihm Rinzin Dorje im Amt des Außenministers nach.